# ATP de Estocolmo
O BNP Paribas Nordic Open é um torneio de tênis do circuito ATP disputado em Estocolmo, na Suécia, no final de outubro ou início de novembro todos os anos. O organizador do torneio é o Royal Lawn Tennis Club of Stockholm.
O primeiro Aberto de Estocolmo foi disputado em 1969, e tem ocorrido todos os anos desde então. O torneio é disputado em quadras duras, em simples e duplas masculinas. Em 1975, 1979 e 1980 uma competição feminina de curta duração ocorreu, tendo sido disputada em quadras de carpete.

## História
O torneio foi disputado pela primeira vez na Kungliga tennishallen de Estocolmo, e foi disputado no mesmo local desde então, com exceção de 1989 a 1994, quando foi disputado na Stockholm Globe Arena.
Entre 1990 e 1994 fez parte dos ATP Super 9. Mas em 1995, o torneio foi reclassificado e passou a ser um torneio de nível ATP International Series.
Os tenistas John McEnroe e Boris Becker venceram o torneio quatro vezes cada um.

## Finais

### Simples
| Ano                                                         | Campeão               | Vice-campeão        | Resultado               |
| ----------------------------------------------------------- | --------------------- | ------------------- | ----------------------- |
| 2024                                                        | Tommy Paul            | Grigor Dimitrov     | 6–4, 6–3                |
| 2023                                                        | Gaël Monfils          | Pavel Kotov         | 4–6, 7–66, 6–3          |
| 2022                                                        | Holger Rune           | Stefanos Tsitsipas  | 6–4, 6–4                |
| 2021                                                        | Tommy Paul            | Denis Shapovalov    | 6–4, 2–6, 6–4           |
| Torneio não realizado em 2020 devido à pandemia de COVID-19 |                       |                     |                         |
| 2019                                                        | Denis Shapovalov      | Filip Krajinović    | 6–4, 6–4                |
| 2018                                                        | Stefanos Tsitsipas    | Ernests Gulbis      | 6–4, 6–4                |
| 2017                                                        | Juan Martín del Potro | Grigor Dimitrov     | 6–4, 6–2                |
| 2016                                                        | Juan Martín del Potro | Jack Sock           | 7–5, 6–1                |
| 2015                                                        | Tomáš Berdych         | Jack Sock           | 7–61, 6–2               |
| 2014                                                        | Tomáš Berdych         | Grigor Dimitrov     | 5–7, 6–4, 6–4           |
| 2013                                                        | Grigor Dimitrov       | David Ferrer        | 2–6, 6–3, 6–4           |
| 2012                                                        | Tomáš Berdych         | Jo-Wilfried Tsonga  | 4–6, 6–4, 6–4           |
| 2011                                                        | Gaël Monfils          | Jarkko Nieminen     | 7–5, 3–6, 6–2           |
| 2010                                                        | Roger Federer         | Florian Mayer       | 6–4, 6–3                |
| 2009                                                        | Marcos Baghdatis      | Olivier Rochus      | 6–1, 7–5                |
| 2008                                                        | David Nalbandian      | Robin Söderling     | 6–2, 5–7, 6–3           |
| 2007                                                        | Ivo Karlović          | Thomas Johansson    | 6–3, 3–6, 6–1           |
| 2006                                                        | James Blake           | Jarkko Nieminen     | 6–4, 6–2                |
| 2005                                                        | James Blake           | Paradorn Srichaphan | 6–1, 7–66               |
| 2004                                                        | Thomas Johansson      | Andre Agassi        | 3–6, 6–3, 7–64          |
| 2003                                                        | Mardy Fish            | Robin Soderling     | 7–5, 3–6, 7–64          |
| 2002                                                        | Paradorn Srichaphan   | Marcelo Ríos        | 26–7, 6–0, 6–3, 6–2     |
| 2001                                                        | Sjeng Schalken        | Jarkko Nieminen     | 3–6, 6–3, 6–3, 4–6, 6–3 |
| 2000                                                        | Thomas Johansson      | Yevgeny Kafelnikov  | 6–2, 6–4, 6–4           |
| 1999                                                        | Thomas Enqvist        | Magnus Gustafsson   | 6–3, 6–4, 6–2           |
| 1998                                                        | Todd Martin           | Thomas Johansson    | 6–3, 6–4, 6–4           |
| 1997                                                        | Jonas Björkman        | Jan Siemerink       | 3–6, 7–62, 6–2, 6–4     |
| 1996                                                        | Thomas Enqvist        | Todd Martin         | 7–5, 6–4, 7–60          |
| 1995                                                        | Thomas Enqvist        | Arnaud Boetsch      | 7–5, 6–4                |
| 1994                                                        | Boris Becker          | Goran Ivanišević    | 4–6, 6–4, 6–3, 7–64     |
| 1993                                                        | Michael Stich         | Goran Ivanišević    | 4–6, 7–66, 7–63, 6–2    |
| 1992                                                        | Goran Ivanišević      | Guy Forget          | 7–62, 4–6, 7–65, 6–2    |
| 1991                                                        | Boris Becker          | Stefan Edberg       | 3–6, 6–4, 1–6, 6–2, 6–2 |
| 1990                                                        | Boris Becker          | Stefan Edberg       | 6–4, 6–0, 6–3           |
| 1989                                                        | Ivan Lendl            | Magnus Gustafsson   | 7–5, 6–0, 6–3           |
| 1988                                                        | Boris Becker          | Peter Lundgren      | 6–4, 6–1, 6–1           |
| 1987                                                        | Stefan Edberg         | Jonas Svensson      | 7–5, 6–2, 4–6, 6–4      |
| 1986                                                        | Stefan Edberg         | Mats Wilander       | 6–2, 6–1, 6–1           |
| 1985                                                        | John McEnroe          | Anders Järryd       | 6–1, 6–2                |
| 1984                                                        | John McEnroe          | Mats Wilander       | 6–2, 3–6, 6–2           |
| 1983                                                        | Mats Wilander         | Tomáš Šmíd          | 6–1, 7–5                |
| 1982                                                        | Henri Leconte         | Mats Wilander       | 7–6, 6–3                |
| 1981                                                        | Gene Mayer            | Sandy Mayer         | 6–4, 6–2                |
| 1980                                                        | Björn Borg            | John McEnroe        | 6–3, 6–4                |
| 1979                                                        | John McEnroe          | Gene Mayer          | 6–7, 6–3, 6–3           |
| 1978                                                        | John McEnroe          | Tim Gullikson       | 6–2, 6–2                |
| 1977                                                        | Sandy Mayer           | Raymond Moore       | 6–2, 6–4                |
| 1976                                                        | Mark Cox              | Manuel Orantes      | 4–6, 7–5, 7–6           |
| 1975                                                        | Adriano Panatta       | Jimmy Connors       | 6–4, 6–3                |
| 1974                                                        | Arthur Ashe           | Tom Okker           | 6–2, 6–2                |
| 1973                                                        | Tom Gorman            | Björn Borg          | 6–3, 4–6, 7–6           |
| 1972                                                        | Stan Smith            | Tom Okker           | 6–4, 6–3                |
| 1971                                                        | Arthur Ashe           | Jan Kodeš           | 6–1, 3–6, 6–2, 1–6, 6–4 |
| 1970                                                        | Stan Smith            | Arthur Ashe         | 5–7, 6–4, 6–4           |
| 1969                                                        | Nikola Pilić          | Ilie Năstase        | 6–4, 4–6, 6–1           |

### Duplas
| Ano                                                         | Campeões                               | Vice-campeões                          | Resultado         |
| ----------------------------------------------------------- | -------------------------------------- | -------------------------------------- | ----------------- |
| 2024                                                        | Harri Heliövaara Henry Patten          | Petr Nouza Patrik Rikl                 | 7–5, 6–3          |
| 2023                                                        | Andrey Golubev Denys Molchanov         | Yuki Bhambri Julian Cash               | 7–68, 6–2         |
| 2022                                                        | Marcelo Arévalo Jean-Julien Rojer      | Lloyd Glasspool Harri Heliövaara       | 6–3, 6–3          |
| 2021                                                        | Santiago González Andrés Molteni       | Aisam-ul-Haq Qureshi Jean-Julien Rojer | 6–2, 6–2          |
| Torneio não realizado em 2020 devido à pandemia de COVID-19 |                                        |                                        |                   |
| 2019                                                        | Kevin Krawietz Andreas Mies            | Rajeev Ram Joe Salisbury               | 7–61, 6–3         |
| 2018                                                        | Luke Bambridge Jonny O'Mara            | Marcus Daniell Wesley Koolhof          | 7–5, 7–68         |
| 2017                                                        | Oliver Marach Mate Pavić               | Aisam-ul-Haq Qureshi Jean-Julien Rojer | 3–6, 7–66, [10–4] |
| 2016                                                        | Elias Ymer Mikael Ymer                 | Mate Pavić Michael Venus               | 6–1, 6–1          |
| 2015                                                        | Nicholas Monroe Jack Sock              | Mate Pavić Michael Venus               | 7–5, 6–2          |
| 2014                                                        | Eric Butorac Raven Klaasen             | Treat Huey Jack Sock                   | 6–4, 6–3          |
| 2013                                                        | Aisam-ul-Haq Qureshi Jean-Julien Rojer | Jonas Björkman Robert Lindstedt        | 6–2, 6–2          |
| 2012                                                        | Marcelo Melo Bruno Soares              | Robert Lindstedt Nenad Zimonjic        | 46–7, 7–5, [10–6] |
| 2011                                                        | Rohan Bopanna Aisam-ul-Haq Qureshi     | Marcelo Melo Bruno Soares              | 6–1, 6–3          |
| 2010                                                        | Eric Butorac Jean-Julien Rojer         | Johan Brunström Jarkko Nieminen        | 6–3, 6–4          |
| 2009                                                        | Bruno Soares Kevin Ullyett             | Simon Aspelin Paul Hanley              | 6–4, 7–64         |
| 2008                                                        | Jonas Björkman Kevin Ullyett           | Johan Brunström Michael Ryderstedt     | 6–1, 6–3          |
| 2007                                                        | Jonas Björkman Max Mirnyi              | Arnaud Clément Michaël Llodra          | 6–4, 6–4          |
| 2006                                                        | Paul Hanley Kevin Ullyett              | Olivier Rochus Kristof Vliegen         | 7–62, 6–4         |
| 2005                                                        | Wayne Arthurs Paul Hanley              | Leander Paes Nenad Zimonjić            | 6–3, 6–3          |
| 2004                                                        | Fernando Verdasco Feliciano López      | Wayne Arthurs Paul Hanley              | 6–4, 6–4          |
| 2003                                                        | Jonas Björkman Todd Woodbridge         | Wayne Arthurs Paul Hanley              | 6–3, 6–4          |
| 2002                                                        | Wayne Black Kevin Ullyett              | Wayne Arthurs Paul Hanley              | 6–4, 2–6, 7–64    |
| 2001                                                        | Donald Johnson Jared Palmer            | Jonas Björkman Todd Woodbridge         | 6–3, 4–6, 6–3     |
| 2000                                                        | Mark Knowles Daniel Nestor             | Petr Pála Pavel Vízner                 | 6–3, 6–2          |
| 1999                                                        | Piet Norval Kevin Ullyett              | Jan-Michael Gambill Scott Humphries    | 7–5, 6–3          |
| 1998                                                        | Nicklas Kulti Mikael Tillström         | Chris Haggard Peter Nyborg             | 7–5, 3–6, 7–5     |
| 1997                                                        | Marc-Kevin Goellner Richey Reneberg    | Ellis Ferreira Patrick Galbraith       | 6–3, 3–6, 7–6     |
| 1996                                                        | Patrick Galbraith Jonathan Stark       | Todd Martin Chris Woodruff             | 7–6, 6–4          |
| 1995                                                        | Jacco Eltingh Paul Haarhuis            | Grant Connell Patrick Galbraith        | 3–6, 6–2, 7–6     |
| 1994                                                        | Todd Woodbridge Mark Woodforde         | Jan Apell Jonas Björkman               | 6–4, 4–6, 6–3     |
| 1993                                                        | Todd Woodbridge Mark Woodforde         | Gary Muller Danie Visser               | 7–6, 5–7, 7–6     |
| 1992                                                        | Todd Woodbridge Mark Woodforde         | Steve DeVries David Macpherson         | 6–4, 6–4          |
| 1991                                                        | John Fitzgerald Anders Järryd          | Tom Nijssen Cyril Suk                  | 7–5, 6–3          |
| 1990                                                        | Guy Forget Jakob Hlasek                | John Fitzgerald Anders Järryd          | 6–2, 6–3          |
| 1989                                                        | Jorge Lozano Todd Witsken              | Rick Leach Jim Pugh                    | 6–0, 5–7, 6–3     |
| 1988                                                        | Kevin Curren Jim Grabb                 | Paul Annacone John Fitzgerald          | 7–5, 7–5          |
| 1987                                                        | Stefan Edberg Anders Järryd            | Jim Grabb Jim Pugh                     | 6–2, 3–6, 6–1     |
| 1986                                                        | Sherwood Stewart Kim Warwick           | Pat Cash Slobodan Živojinović          | 4–6, 6–1, 7–5     |
| 1985                                                        | Guy Forget Andrés Gómez                | Mike De Palmer Gary Donnelly           | 6–3, 6–4          |
| 1984                                                        | Henri Leconte Tomáš Šmíd               | Vijay Amritraj Ilie Năstase            | 7–5, 7–5          |
| 1983                                                        | Anders Järryd Hans Simonsson           | Johan Kriek Peter Fleming              | 7–6, 7–5          |
| 1982                                                        | Jan Gunnarsson Mark Dickson            | Sherwood Stewart Ferdi Taygan          | 7–6, 6–7, 6–4     |
| 1981                                                        | Kevin Curren Steve Denton              | Sherwood Stewart Ferdi Taygan          | 6–7, 6–4, 6–0     |
| 1980                                                        | Heinz Günthardt Paul McNamee           | Stan Smith Robert Lutz                 | 6–7, 6–3, 6–2     |
| 1979                                                        | John McEnroe Peter Fleming             | Tom Okker Wojciech Fibak               | 6–4, 6–4          |
| 1978                                                        | Tom Okker Wojciech Fibak               | Stan Smith Robert Lutz                 | 6–3, 6–2          |
| 1977                                                        | Tom Okker Wojciech Fibak               | Brian Gottfried Raúl Ramírez           | 6–3, 6–3          |
| 1976                                                        | Bob Hewitt Frew McMillan               | Tom Okker Marty Riessen                | 6–4, 4–6, 6–4     |
| 1975                                                        | Bob Hewitt Frew McMillan               | Charlie Pasarell Roscoe Tanner         | 3–6, 6–3, 6–4     |
| 1974                                                        | Tom Okker Marty Riessen                | Bob Hewitt Frew McMillan               | 2–6, 6–3, 6–4     |
| 1973                                                        | Jimmy Connors Ilie Năstase             | Bob Carmichael Frew McMillan           | 7–6, 7–5          |
| 1972                                                        | Tom Okker Marty Riessen                | Roy Emerson Colin Dibley               | 6–3, 6–2          |
| 1971                                                        | Stan Smith Tom Gorman                  | Arthur Ashe Robert Lutz                | 6–4, 6–3          |
| 1970                                                        | Arthur Ashe Stan Smith                 | Bob Carmichael Owen Davidson           | 6–0, 5–7, 7–5     |
| 1969                                                        | Roy Emerson Rod Laver                  | Andrés Gimeno Graham Stilwell          | 6–4, 6–2          |